# Somme-Suippe
Somme-Suippe ist eine französische Gemeinde mit 511 Einwohnern (Stand: 1. Januar 2022) im Département Marne in der Region Grand Est (vor 2016: Champagne-Ardenne). Die Gemeinde gehört zum Arrondissement Châlons-en-Champagne und zum Kanton Argonne Suippe et Vesle. Die Einwohner werden Somme-Suippas genannt.

## Geographie
Somme-Suippe liegt etwa 33 Kilometer nordöstlich des Stadtzentrums von Chalons-en-Champagne. Hier entspringt der Fluss Suippe. Umgeben wird Somme-Suippe von den Nachbargemeinden Souain-Perthes-lès-Hurlus im Norden, Wargemoulin-Hurlus und Laval-sur-Tourbe im Nordosten, Saint-Jean-sur-Tourbe im Osten, Somme-Tourbe im Südosten, Saint-Remy-sur-Bussy im Süden, Bussy-le-Château im Südwesten sowie Suippes im Westen und Nordwesten.

## Bevölkerungsentwicklung
| Jahr                       | 1962 | 1968 | 1975 | 1982 | 1990 | 1999 | 2006 | 2011 | 2018 |
| Einwohner                  | 394  | 362  | 341  | 384  | 389  | 363  | 449  | 463  | 501  |
| Quellen: Cassini und INSEE |      |      |      |      |      |      |      |      |      |

## Sehenswürdigkeiten

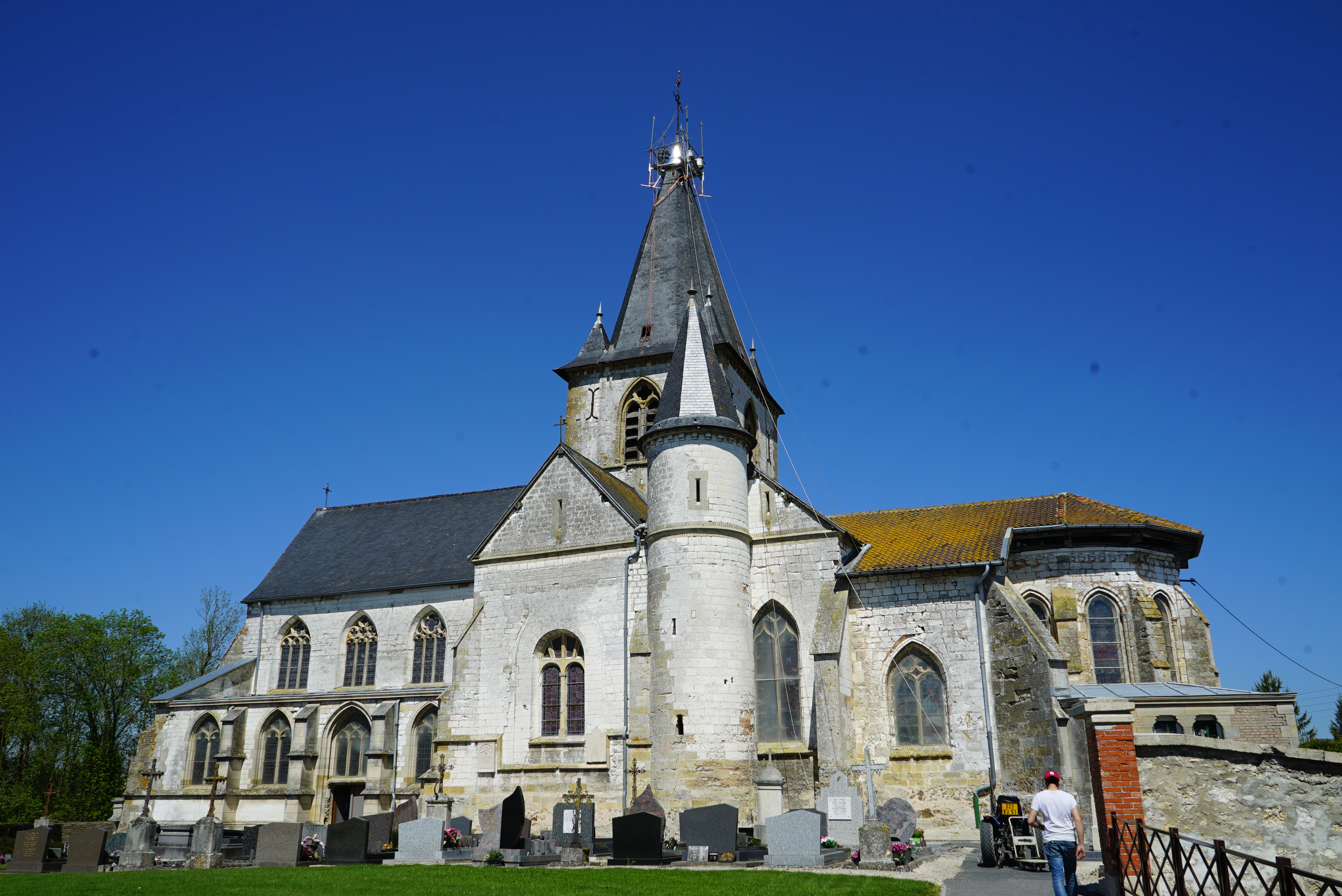
Kirche Saint-Pierre

- Kirche Saint-Pierre